# Bīkūs
Bīkūs (persiska: بیکوس) är en ort i Iran.   Den ligger i provinsen Västazarbaijan, i den nordvästra delen av landet, 600 km väster om huvudstaden Teheran. Bīkūs ligger 1 476 meter över havet och antalet invånare är 534.
Terrängen runt Bīkūs är kuperad åt nordost, men åt sydväst är den bergig.Runt Bīkūs är det ganska glesbefolkat, med 48 invånare per kvadratkilometer. Närmaste större samhälle är Piranshahr, 17,7 km norr om Bīkūs. Trakten runt Bīkūs består till största delen av jordbruksmark.